# Xiaosi (sockenhuvudort i Kina, Hubei Sheng, lat 30,32, long 113,77)
Xiaosi (kinesiska: 消泗, 消泗乡) är en sockenhuvudort i Kina. Den ligger i provinsen Hubei, i den centrala delen av landet, omkring 57 kilometer sydväst om provinshuvudstaden Wuhan. Antalet invånare är 13 251. Befolkningen består av 6 331 kvinnor och 6 920 män. Barn under 15 år utgör 12,0 %, vuxna 15-64 år 76 %, och äldre över 65 år 10,0 %.
Runt Xiaosi är det tätbefolkat, med 356 invånare per kvadratkilometer. Närmaste större samhälle är Xiliuhe, 8,0 km väster om Xiaosi. Trakten runt Xiaosi består till största delen av jordbruksmark.
Genomsnittlig årsnederbörd är 1 638 millimeter. Den regnigaste månaden är maj, med i genomsnitt 242 mm nederbörd, och den torraste är december, med 28 mm nederbörd.